# Nunatak Ramirez
Nunatak Ramirez är en nunatak i Antarktis. Den ligger i Västantarktis. Argentina, Chile och Storbritannien gör anspråk på området. Toppen på Nunatak Ramirez är 239 meter över havet.
Terrängen runt Nunatak Ramirez är kuperad åt sydost, men åt nordväst är den platt. Trakten är obefolkad. Det finns inga samhällen i närheten.